# 대한민국 민법 제1016조
대한민국 민법 제1016조는 공동상속인의 담보책임에 대한 민법 친족상속법 조문이다. 본 조는 1958년 2월 22일 법률 제471호로 제정되었으며, 1960년 1월 1일부터 시행되었다.

## 조문
제1016조(공동상속인의 담보 책임) 공동상속인은 다른 공동상속인이 분할로 인하여 취득한 재산에 대하여 그 상속분에 응하여 매도인과 같은 담보책임이 있다.

第1016條 (共同相續人의 擔保責任)共同相續人은 다른 共同相續人이 分割로 因하여 取得한 財産에 對하여 그 相續分에 應하여 賣渡人과 같은 擔保責任이 있다.

## 판례
민법 제1016조는 '공동상속인은 다른 공동상속인이 분할로 인하여 취득한 재산에 대하여 그 상속분에 응하여 매도인과 같은 담보책임이 있다'고 규정하고 있다. 그러나 상속재산분할협의를 매매와 같이 평가할 수는 없고, 민법은 상속인 상호간의 공평을 기하기 위해 위와 같은 규정을 둔 것일 뿐이므로, 이로써 매도인인 피고가 담보책임을 면할 수는 없다.

## 같이 보기
- 상속
- 담보
- 매도

1. ↑  대전지방법원 2020. 6. 19. 선고 2018나118310 판결